# マヤ山脈

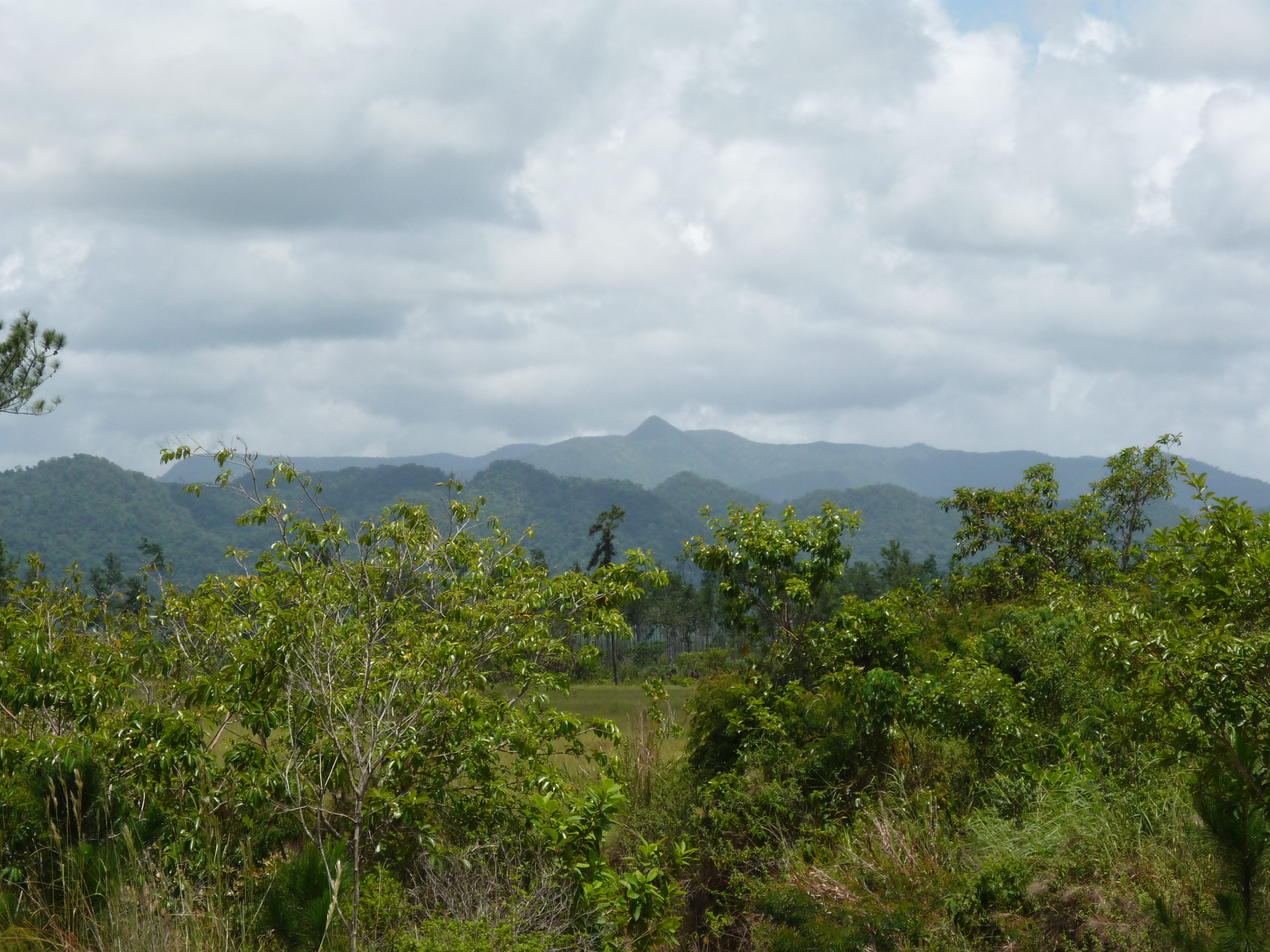
マヤ山脈、中央に見えるのはヴィクトリア山

マヤ山脈（マヤさんみゃく、Maya Mountains）は、中央アメリカのベリーズとグアテマラに跨ぐ山脈である。この地域に存在したマヤ文明から名称をとったこともあり、マヤ遺跡もある。最高峰はドイルス・ディライト山の1,124m、次にヴィクトリア山の1,122mである。